# Блажујска лака пјешадијска бригада
Блажујска лака пјешадијска бригада је била пјешадијска јединица Војске Републике Српске у саставу Сарајевско-романијског корпуса. 

## Историјат
Блажујска лака пјешадијска бригада је исто као и Илиџанска пјешадијска бригада настала од мобилисаних територијалних јединица и то већим дијелом са простора српске општине Илиџа и
мањим дијелом са простора српске општине Хаџићи. У исто вријеме када су формиране територијалне јединице на простору српске општине Илиџа од којих ће се касније формирати 2. сарајевска лака пјешадијска бригада и Илиџанска пјешадијска бригада формиране су и територијалне јединице које су 22. маја 1992. године биле основа за формирање Блажујске лпбр. Те јединице биле су: Осијечки пјешадијски батаљон, Блажујски пјешадијски батаљон и Раковички одред ТО. Ове јединице су формиране и све своје задатке извршавале су под командом Кризног штаба српске општине Илиџа. Опремање и наоружавање било је исто за све јединице које су биле у саставу Кризног штаба, што је већ речено у претходном тексту. Када је посљедња јединица ЈНА на западној страни Сарајева 19. маја у раниы поподневним часовима напустила касарну у Блажују, у којој је било размјештено складиште ауто-дијелова, на иницијативу предсједника Кризног штаба српске општине Илиџа, а по усменом наређењу тадашњег привременог вршиоца дужности команданта 4. Корпуса ЈНА пуковника Милосава Гаговића упућен је капетан прве класе Благоје Ковачевић са задатком да обједини све те територијалне јединице и успостави команду над њима. Са њим су још одређени резервни официри у чину капетана Никола Тешановић и Миле Штака, који су до тада обављали дужности у општинском штабу
ТО Илиџа.
По доласку у касарну одмах се приступило сагледавању стања на територији и почело са формирањем Команде бригаде, приштапских јединица и јединица позадинског обезбјеђења. Док је ово рађено стање на територији је било релативно мирно. Скоро да су била завршена пресељења становништва по етничким основама, а наоружане територијалне јединице су обезбјеђивале насеља од упада непријатељских наоружаних група. У формирању јединица велика помоћ и корист била је од људства које је раније по мобилизацијским позивима било ангажовано на обезбјеђењу важних објеката, касарне и на већем броју дужности у позадинским јединицама. Формирање бригаде
ишло је сасвим добро и већ за три дана услиједила је наредба, овога пута Сарајевско романијског корпуса, да се заврши са организацијом лаке пјешадијске бригаде и да се посједне зона одговорности десно: ушће ријеке Зујевине у ријеку Босна - село Локве, лијево: Рудник два - Бињежево. Територијалне јединице сада преименоване у батаљоне ВРС су ову наредбу извршиле до краја и са рубних дијелова насеља изишле и формирале рејоне одбране, онолико колико су утом тренутку могле да покрију. Све ово одвијало се без борбе и урађено је веома добро.
Југозападно од територије српске општине Илиџа наслањала се територија српске општине Хаџићи. То је била просторно мања територија и са значајно мањим људским ресурсима. Као и на простору Илиџе и у Хаџићима је била извршена мобилизација српског становништва, формиран општински штаб ТО и у свим већим насељима јединице ТО. У тој по површини и бројном стању становништва малој српској општини Хаџићи налазили су се велики ресурси ЈНА: Технички ремонтни завод, Армијско складиште муниције и МЕС-а "Жуновница", Војно-грађевинска радна организација "Карло Батко" складиште резервних дијелова везе "Ушивак" и војно рибогојилиште у Жуновници. Када је ЈНА напустила ове просторе и отишла у СРЈ ти ресурси су у великом дијелу остали на располагању ВРС. Права срећа је била што је један дио људства ушао у ове објекте по мобилизацијским позивима, још док је била ЈНА, и уз помоћ старјешина и војника по уговору који су били родом са простора БиХ и остали на својим дужностима успјели су задржати те објекте у својим рукама и наставити њихов рад за потребе ВРС. Увидјевши да Штаб ТО српске општине Хаџићи од расположивог људства не може формирати већу јединицу која би била неки гарант одбране тога простора Команда Блажујске лаке пјешадијске бригаде предложила је Команди СРК и Штабу ТО Хаџића да се та територија обједини у јединствену цјелину тј. Блажујску лаке пјешадијске бригаде. Овај приједлог Команде Блажујске бригаде је прихваћен и тиме је створена једна јака и добро организована бригада која је по свему превазилазила формацнју лаке бригаде. Наиме бригада се састојала од:
- 1. хаџићког пјешадијског батаљона,
- 2. хаџићког пјешадијског батаљона,
- Раковичког пјешадијског батаљона,
- Блажујског пјешадијског батаљона,
- Осијечког пјешадијског батаљона (сваки је имао преко 500 бораца),
- Мјешовите оклопно-механизоване групе са око десетак различитих оклопних средстава (тенковии транспортери, БВП),
- Мјешовитог артиљеријског дивизиона,
- Мјешовитог противоклопног артиљеријског дивизиона,
- Батерије за противваздухопловну одбрану;
- Инжењеријске чете,
- Чете Војне полиције,
- Чете везе и
- Позадинске чете.[3]

Зона одговорности бригаде проширена је за територију српске општине Хаџићи. Предњи крај Блажујске лпбр протезао се према Сарајеву дуж сљедећих објеката: од ушћа ријеке Зујевине у ријеку Босна - ријеком Босном до Доглода. Према Високом и Кисељаку: село Мирковци - Зеник - Вела - Бухотина - Кобиљача - Рудник један и два - Кошћан - Дрозгометва - Гривићи -Легња - Дуповци - Тиново брдо - Касатићи - сјеверозападним падинама Обељка, Ступника и Голог брда- јужно од села Локве до границе са Илиџанском пјешадијском бригадом у рејону гробља сјеверно од Врела Босне. Није занемарљиво рећи да је у априлу и мају мјесецу 1992. године дошло до промјене структуре становништва. Како су догађаји у Сарајеву ескалирали и како је дошло до оружаних сукоба
тако је народ у највећем броју једноставно бјежао из мјешовитих средина у национално хомогене цјелине. Са ових простора муслимански народ је одлазио према Сарајеву, Високом и Пазарићу, а српски народ је бјежећи из Централне Босне нашао уточиште баш на овим просторима.
Кроз зону одбране бригаде према Сарајеву био је један стратегијски правац, од мора преко Мостара, Јабланице, Коњица и Хаџића у Сарајево и један оперативни правац, од Кисељака преко Кобиљаче и Блажуја у Сарајево. Тактичких праваца било је више: Ступ-Осијек, Високо-Зеник-Блажуј, Тарчин-Кошћан-Дрозrометва и Брезовача-Жуновница. Имајући у виду значај ових праваца за противничку страну и војне капацитете и материјал који се налазио на простору српске општине Хаџићи логично је што је у свим нападним операцијама АР БиХ преко овог простора редовно одређиван један од главних праваца напада, а у посљедњој операцији "ТЕКБИР" два главна и два помоћна правца напада. Територија српске општине Хаџићи коју је бранила Блажујска лака пјешадијска бригада била је стални мамац за непријатеља да се докопа војних ефектива који су ту били размјештени, али и ради повезивања Сарајева са Херцеговином и Средња Босном. Увидјевши да је тежиште напада у скоро свим досадашњим покушајима деблокаде Сарајева Штаб Врховне команде АР БиХ усмјеравао према западном дијелу сарајевског бојишта и спајању снага са снагама из Средње Босне, Команда СРК је на том дијелу бојишта у областима руковођења и командовањајединицама, њиховој оперативности, једноставности и ефикасности у реализацији одлука
наредбом од 23. јануара 1993. године наредила одређене формацијске промјене јединица на том дијелу бојишта. У тој наредби, између осталог, стајало је:
- Почев од 22. јануара 1993. године извршити неопходне преформације и промјене зона одговорности: сада, умјесто Блажујске, Игманске лаке пјешадијске бригаде, Рајловачке лаке пјешадијске бригаде и Илиџанске лаке пјешадијске бригаде.
- У складу с тим, од 24. јануара 1993. године Игманска лака пјешадијска бригада постаје Хаџићка лака пјешадијска бригада и у њезин састав улазе: Команда, 1. и 2. пјешадијски батаљон са простора српске општине Хаџићи и све досадашње јединице осим: Раковичког, Блажујског и Осијечког пјешадијског батаљона. Умјесто досадашњег Командног мјеста које је било у касарни у Блажују за Командно мјесто бригаде одређена је касарна у Жуновници.
- Рајловачкој лакој пјешадијској бригади припојени су: Раковички и Осијечки пјешадијски батаљон и пјешадијске чете из Гладног поља и Влакова из Блажујског пјешадијског батаљона.
- Илиџанској пјешадијској бригади припојен је Блажујски батаљон без двије чете које су припојене Рајловачкој бригади.

Рок за извршење ових промјена дат је до 24. јануара 1993. године. Међутим, нешто због интензитета борбених дејстава у том периоду, а добрим дијелом и због нарушавања до тада усвојеног начина рада и комуникације између јединица све ове наређене промјене нису реализоване. Једино је досљедно реализовано припајање Осијечког батаљона из Игманске бригаде у Рајловачку бригаду. Блажујска бригада је наредбом Команде СРК од 18. маја 1993. године преименована у Игманску пјешадијску бригаду.